# Dīmītrios Anastasopoulos
Dīmītrios Anastasopoulos (in greco Δημήτριος Αναστασόπουλος?; Atene, 11 aprile 1990) è un ex calciatore greco, di ruolo centrocampista.

## Carriera

### Club
Ha iniziato la sua carriera nel settore giovanile dell'Athīnaïkos. Nel 2008 è stato acquistato per 15.000 euro dal Paniōnios, con cui ha collezionato 37 presenze complessive in quattro stagioni, di cui 34 in campionato e 3 in coppa. Successivamente si è trasferito al Kavala, in seconda divisione greca, dove ha disputato 18 partite e segnato un gol tra campionato e coppa. Nel gennaio del 2013 è passato all'AEK Atene, dove però ha trovato poco spazio.
Nell'estate dello stesso anno si è trasferito a parametro zero al Jahn Ratisbona, club della terza divisione tedesca, firmando un contratto annuale con opzione per una seconda stagione, dopo un periodo di prova. Dopo aver disputato solo cinque partite ufficiali (quattro in campionato e una in coppa), ha fatto ritorno in patria durante la sosta invernale, unendosi all'Anagennīsī Karditsa in seconda divisione.
Dal 2014 in poi ha militato in diverse squadre minori, tra cui Sourmena (in due distinti periodi), Mont-Royal Outremont in Canada, Charaugiakos (anch'esso in due parentesi) e Psiloreitis.

### Nazionale
Nel 2006 ha disputato cinque partite, segnando un gol, con la nazionale greca Under-17.

## Statistiche

### Presenze e reti nei club
Statistiche aggiornate all'8 febbraio 2022.
| Stagione         | Squadra             | Campionato       | Campionato | Campionato | Coppe nazionali | Coppe nazionali | Coppe nazionali | Coppe continentali | Coppe continentali | Coppe continentali | Altre coppe | Altre coppe | Altre coppe | Totale | Totale |
| Stagione         | Squadra             | Comp             | Pres       | Reti       | Comp            | Pres            | Reti            | Comp               | Pres               | Reti               | Comp        | Pres        | Reti        | Pres   | Reti   |
| ---------------- | ------------------- | ---------------- | ---------- | ---------- | --------------- | --------------- | --------------- | ------------------ | ------------------ | ------------------ | ----------- | ----------- | ----------- | ------ | ------ |
| 2008-2009        | Paniōnios           | SL               | 1          | 0          | CG              | 0               | 0               |                    | -                  | -                  |             | -           | -           | 1      | 0      |
| 2009-2010        | Paniōnios           | SL               | 11         | 0          | CG              | 1               | 0               |                    | -                  | -                  |             | -           | -           | 12     | 0      |
| 2010-2011        | Paniōnios           | SL               | 13         | 0          | CG              | 1               | 0               |                    | -                  | -                  |             | -           | -           | 14     | 0      |
| 2011-2012        | Paniōnios           | SL               | 9          | 0          | CG              | 1               | 0               |                    | -                  | -                  |             | -           | -           | 10     | 0      |
| Totale Paniōnios | Totale Paniōnios    | Totale Paniōnios | 34         | 0          |                 | 3               | 0               |                    | -                  | -                  |             | -           | -           | 37     | 0      |
| 2012-gen. 2013   | Kavala              | FL               | 13         | 1          | CG              | 5               | 0               |                    | -                  | -                  |             | -           | -           | 18     | 1      |
| gen.-giu. 2013   | AEK Atene           | SL               | 3          | 0          | CG              | -               | -               |                    | -                  | -                  |             | -           | -           | 3      | 0      |
| 2013-gen. 2014   | Jahn Ratisbona      | 3L               | 4          | 0          | CG              | 1               | 0               |                    | -                  | -                  |             | -           | -           | 5      | 0      |
| gen.-giu. 2014   | Anagennīsī Karditsa | FL               | 7          | 0          | CG              | -               | -               |                    | -                  | -                  |             | -           | -           | 7      | 0      |
| Totale carriera  | Totale carriera     | Totale carriera  | 61         | 1          |                 | 9               | 0               |                    | -                  | -                  |             | -           | -           | 70     | 1      |